# Seuil (maritime)
Pour les articles homonymes, voir Seuil.
Un seuil peut être:
- Un ouvrage artificiel se trouvant en travers de l'accès mer d'un bassin et permettant donc de conserver à la basse mer une certaine quantité d'eau dans ce dernier (exemple bassin les "Bas-Sablons" à Saint-Servan-Sur-Mer). Le seuil sera représenté sur une carte marine par une sonde négative (la valeur de la sonde est soulignée ex: 2 signifiant -2,0 m soit 2 m au-dessus du zéro hydrographique).Seuil des Bas Sablons (sonde = 2)

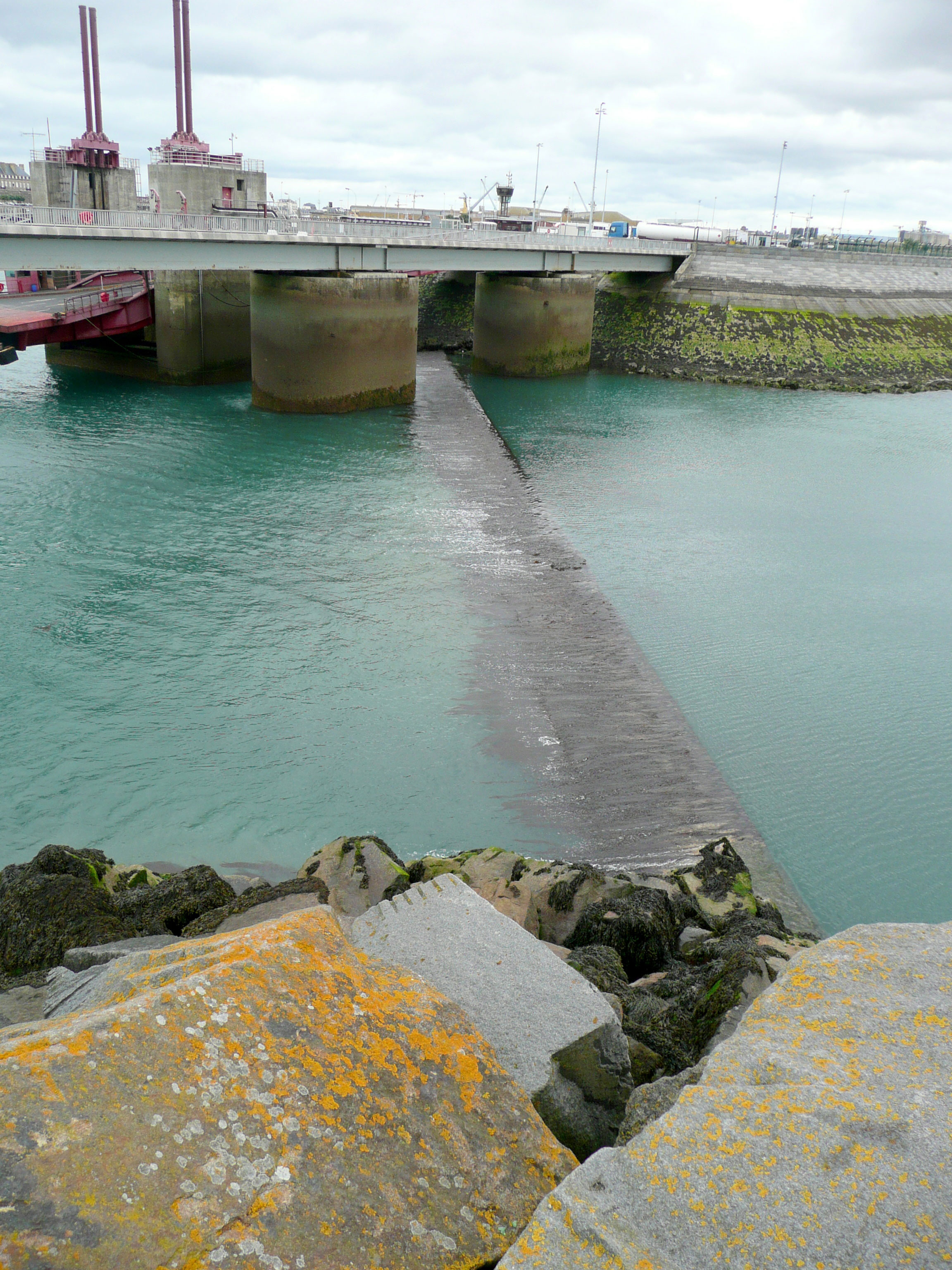
Seuil des Bas Sablons (sonde = 2)

- Le haut-fond naturel le plus élevé gênant le passage des navires qui suivent un chenal, il prend alors la signification générale de valeur limite par rapport aux autres sondes du chenal.
- La base ou fondation de l'entrée d'une cale sèche[1].